# Yōzei
Yōzei (陽成天皇; 2 gennaio 869 – 23 ottobre 949) è stato il 57º imperatore del Giappone.

## Biografia
L'Imperatore Yōzei salì al trono nell'876 a seguito dell'abdicazione di suo padre e regnò fino alla sua deposizione nell'884. Gli succedette lo zio di suo padre, l'imperatore Kōkō.